# Petr Sís
Petr Sís (též Peter Sís; * 11. května 1949 Brno) je autor knih pro děti, ilustrátor, grafik a tvůrce animovaných filmů českého původu.

## Historie
Narodil se v Brně jako syn režiséra Vladimíra Síse. Vyrůstal v Praze, kde v roce 1968 absolvoval Střední uměleckoprůmyslovou školu a v roce 1974 Vysokou školu uměleckoprůmyslovou (prof. Jiří Trnka, prof. Miloslav Jágr).  
Na konci 60. let podobně[zdroj?] jako mnoho jeho vrstevníků propadl západnímu rock and rollu, nechal si narůst dlouhé vlasy a s přáteli založil bigbeatovou kapelu. O něco později se stal jedním z prvních československých DJs. Jako hudební publicista pořídil řadu rozhovorů s hvězdami tehdejší angloamerické hudební scény a v roce 1969 uváděl pražský koncert skupiny The Beach Boys. Vedle toho svými ilustracemi pravidelně přispíval do časopisů, maloval obaly na hudební desky a filmové plakáty. Studoval na The Royal College of Art v Londýně a pražské VŠUP, kterou v roce 1974 absolvoval animovaným videoklipem k písni kapely Blue Effect nazvaným Mimikry.
V roce 1980 Sísův krátký animovaný film Hlavy získal hlavní cenu na filmovém festivalu v tehdejším západním Berlíně. O dva roky později na základě nabídky výboru olympijských her v Los Angeles natočit animovanou sportovní znělku na téma veslování získal povolení vycestovat do USA. Když se státy východního bloku rozhodly letní olympijské hry bojkotovat, dostal příkaz okamžitě se vrátit do ČSSR. Sís v té době pracoval na videoklipu ke skladbě Boba Dylana You Gotta Serve Somebody určenému pro tehdy začínající MTV, proto termín návratu oddaloval, až se jeho pobyt v zahraničí stal pro československé úřady nelegálním. V roce 1984 se přestěhoval na americké východní pobřeží, kde žije a pracuje dodnes. O čtyři roky později získal americké občanství.
V roce 1990 se oženil s Terry Lajtha. V roce 1992 se jim narodila dcera Madeleine a v roce 1994 syn Matěj. 
Je autorem sedmadvaceti knih pro děti a mládež a k dalším přibližně šedesáti knihám vytvořil ilustrace. Také natočil řadu animovaných filmů a věnuje se filmovému plakátu, výtvarným objektům i nástěnným malbám. Je autorem mozaiky v newyorském metru či obří tapiserie na letištích v Praze a v Dublinu.
Od září 2019 do února 2020 se v pražské galerii DOX uskutečnila souborná výstava tvorby Petra Síse nazvaná O Létání a jiných snech, která se dočkala několika prodloužení a zhlédlo ji sto tisíc návštěvníků.
V roce 2021 měl premiéru dokumentární film o Petru Sísovi nazvaný Sny o toulavých kočkách, který režíroval jeho bratr David Sís. 
Spolu s rodinou žije v New Yorku.

## Autorské knihy
- Rainbow Rhino (1987)
- Waving (1988)
- Going Up! (1989)
- Beach Ball (1990)
- Follow the Dream: The Story of Christopher Columbus (1991)
- An Ocean World (1992)
- Komodo! (1993)
- Starry Messenger: Galileo Galilei (1996)
- Fire Truck (1998)
- Tibet: Through the Red Box (1998)
- Trucks, Trucks, Trucks (1999)
- Ship Ahoy! (1999)
- Madlenka (2000)
- Dinosaur! (2000)
- A Small Tall Tale from the Far Far North (2001)
- Ballerina (2001)
- The Three Golden Keys (2001)
- Madlenka's Dog (2002)
- The Tree of Life: Charles Darwin (2003)
- The Train of States (2004)
- Play, Mozart, Play (2006)
- The Wall: Growing Up Behind the Iron Curtain (2007)
- Madlenka Soccer Star (2010)
- The Conference of the Birds (2011)
- The Pilot and the Little Prince (2014)
- Ice Cream Summer (2015)
- Robinson (2017)
- Nicky & Vera: A Quiet Hero of the Holocaust and the Children He Rescued (2021)

Česky vydalo nakladatelství Labyrint (v edici pro malé čtenáře Raketa) tyto knihy:
- Strom života: Charles Darwin (2004)
- Tibet: Tajemství červené krabičky (2005; podle knihy vzniklo stejnojmenné představení souboru Buchty a loutky a text zároveň autor načetl jako audioknihu)
- Hrej, Mozarte, hrej (2006)
- Tři zlaté klíče (2007; nové české a anglické vydání)
- Zeď: Jak jsem vyrůstal za železnou oponou (2007; česky a anglicky)
- Ptačí sněm (2011)
- Pilot a Malý princ (2014)
- Komodo (2016)
- Robinson (2017)
- Nicky & Věra: Příběh Nicholase Wintona a jeho dětí (2021)
- Podivuhodný příběh Eskymo Welzla (2023)

## Ocenění
Za svou tvorbu získal mnohá ocenění po celém světě – od Zlatého medvěda na Filmovém festivalu v Berlíně (1980 za krátký animovaný film Hlavy) až po Ragazzi Award na Mezinárodním veletrhu dětské knihy v Boloni (2004 za Strom života a 2008 za Zeď). Osmkrát obdržel Cenu The New York Times za nejkrásnější ilustrovanou knihu roku. Několikrát získal rovněž ocenění Americké knihovnické asociace Caldecott Honor (1996 za Starry Messenger, 1998 za Tibet a 2007 za Zeď). Zeď byla oceněna rovněž americkou Robert Silbert Medal (2008) a v České republice získala cenu Magnesia Litera (2008). V roce 1999 získala kniha Tibet rovněž Deutscher Jugendbuchpreis. Roku 2012 byla Petru Sísovi za celoživotní tvorbu udělena Cenu Hanse Christiana Andersena, nejprestižnější ocenění v oblasti dětské literatury.
V roce 2016 získal cenu Gratias Agit za šíření dobrého jména České republiky ve světě.
Petr Sís je rovněž držitelem prestižního McArthurova stipenda za rok 2003.
- Medaile Za zásluhy 1. stupně, udělil prezident Petr Pavel v roce 2023